# Ponomarjovkai járás
A Ponomarjovkai járás (oroszul Пономарёвский райо́н ) Oroszország egyik járása az Orenburgi területen. Székhelye Ponomarjovka.

## Népesség
- 1989-ben 17 978 lakosa volt.
- 2002-ben 17 790 lakosa volt.
- 2010-ben 15 463 lakosa volt, melyből 11 043 orosz, 2 729 tatár, 1 209 mordvin, 127 baskír.